# Adesmia verrucosa
Adesmia verrucosa là một loài thực vật có hoa trong họ Đậu. Loài này được Meyen miêu tả khoa học đầu tiên.